# Gary Halvorson
Gary Halvorson ist ein US-amerikanischer Regisseur. 

## Leben
Er wurde als Pianist an der Juilliard School ausgebildet, betätigte sich jedoch in erster Linie als Regisseur von Sitcoms wie Friends (wo er für 47 Episoden Regie führte), Two and a Half Men, Rules of Engagement und der Drew Carey Show. Des Weiteren führte er 1999 für den Kinderfilm Die Abenteuer von Elmo im Grummelland Regie. Seine Karriere begann mit der Regie einer Musiksendung für Leonard Bernstein.
Für die New Yorker Metropolitan Opera führte er Regie für die Aufführung von Die Zauberflöte (30. Dezember 2006), Die Puritaner (6. Januar 2007), Das Triptychon (28. April 2007) und Romeo und Julia (15. Dezember 2007), welche in HD ausgestrahlt wurde. Halvorson führte auch bei Paul Simons „You're The One“-Livekonzert in Paris Regie.

## Auszeichnungen
Gary Halvorson wurde 1998 für eine Fernsehverfilmung von Carmen und 2005 für Alle lieben Raymond für einen Emmy nominiert. Darüber hinaus gewann er elf Daytime Emmy Awards.